# レクセル (小惑星)
レクセル (2004 Lexell) は、小惑星帯に位置する小惑星である。ニコライ・チェルヌイフがクリミア天体物理天文台で発見した。
天王星の軌道計算を行ったスウェーデン系フィンランド人天文学者のアンダース・レクセル（1740 - 1784年）に因んで名付けられた。